# Marchtrenker Wiege

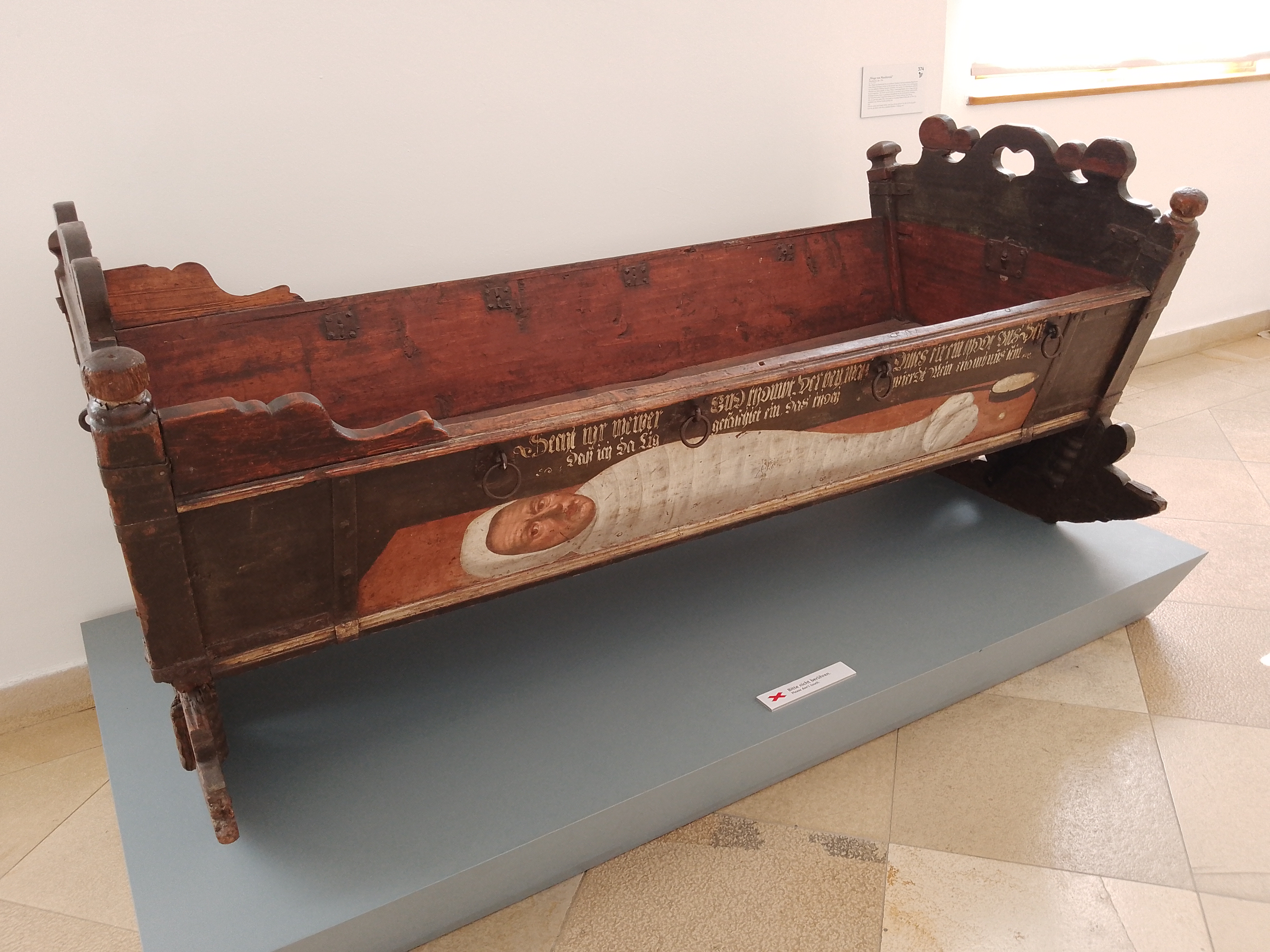
Marchtrenker Wiege, 2023

Die Marchtrenker Wiege, auch Wiege der Alten, wurde 1702 als Instrument des Rügebrauchtums für zerstrittene Eheleute in Marchtrenk geschaffen. Sie inspirierte die österreichische Dichtung des 19. Jahrhunderts und wird heute in der ständigen Ausstellung des Schlossmuseums Linz gezeigt.

## Geschichte

### Entstehung und Bewahrung
Eine Scheidung von Ehepartnern war in Österreich Anfang des 18. Jahrhunderts aus materiellen und religiösen Gründen nicht vorgesehen. In Marchtrenk bei Wels in Oberösterreich wurden wohl permanente Streitigkeiten eines Ehepaares zum öffentlichen Ärgernis. Der Ortsrichter Johann Kötzinger entwickelte nach einer Überlieferung eine Ehrenstrafe, bei der die Zerstrittenen in der Öffentlichkeit gedemütigt und lächerlich gemacht wurden. Er ließ im Jahr 1702 eine übergroße Wiege für das Paar anfertigen. An einem Sonntag wurden die Eheleute dann wie Säuglinge in Tücher gewickelt und in der Wiege festgebunden. Sie wurden durch heftiges Schaukeln und Füttern mit Brei für ihr Verhalten verspottet.
Nach einer weiteren Überlieferung wurde die Wiege im Wirtshaus aufgestellt und mit Puppen bestückt. Durch die Bezahlung einer Lokalrunde konnten Schandtaten gesühnt werden. Die Wiege wurde im Richter-Wirtshaus Fischer dauerhaft aufgestellt und öffentlich präsentiert. Örtliche Postkarten um 1900 zeigen neben Ortsansichten auch die Marchtrenker Wiege.
Der Gastwirt Albert Fischer verkaufte die Wiege am 18. Oktober 1911 für 450 Kronen. Sie ging an das Oberösterreichische Landesmuseum in Linz, nachdem ein Gebot des Germanischen Nationalmuseums in Nürnberg abgelehnt worden war. Rechtsaltertümer wurden ab 1965 nach und nach zu einer Spezialsammlung vereinigt und 1974 im Schloss Scharnstein gezeigt. Zusammen mit den Linzer Stadtrichterschwertern und dem Richtschwert aus Tillysburg verblieb die Marchtrenker Wiege jedoch als Teil der Dauerausstellung im Linzer Schloss.

### Dichtung
Carl Adam Kaltenbrunner verarbeitete die Geschichte der Wiege in der Ballade Die Wiege der Alten aus dem Jahr 1829. Sie erschien zuerst 1835 in den Vaterländischen Dichtungen bei Eurich in Linz. Den Schriftsteller Johann Nepomuk Vogl inspirierte das Thema zum Schwank Großekinderwiege zu Marchtrenk, den er in seinem „Österreichischen Volkskalender“ 1856 veröffentlichte.

### Sprichwörter
In Bezug auf zänkische Eheleute wurden in Wanders Deutschem Sprichwörter-Lexikon folgende Sprichwörter verzeichnet: „Die Marchtrenker Wiege fehlt“ und „Sie gehören in die Marchtrenker Wiege“.

## Beschreibung

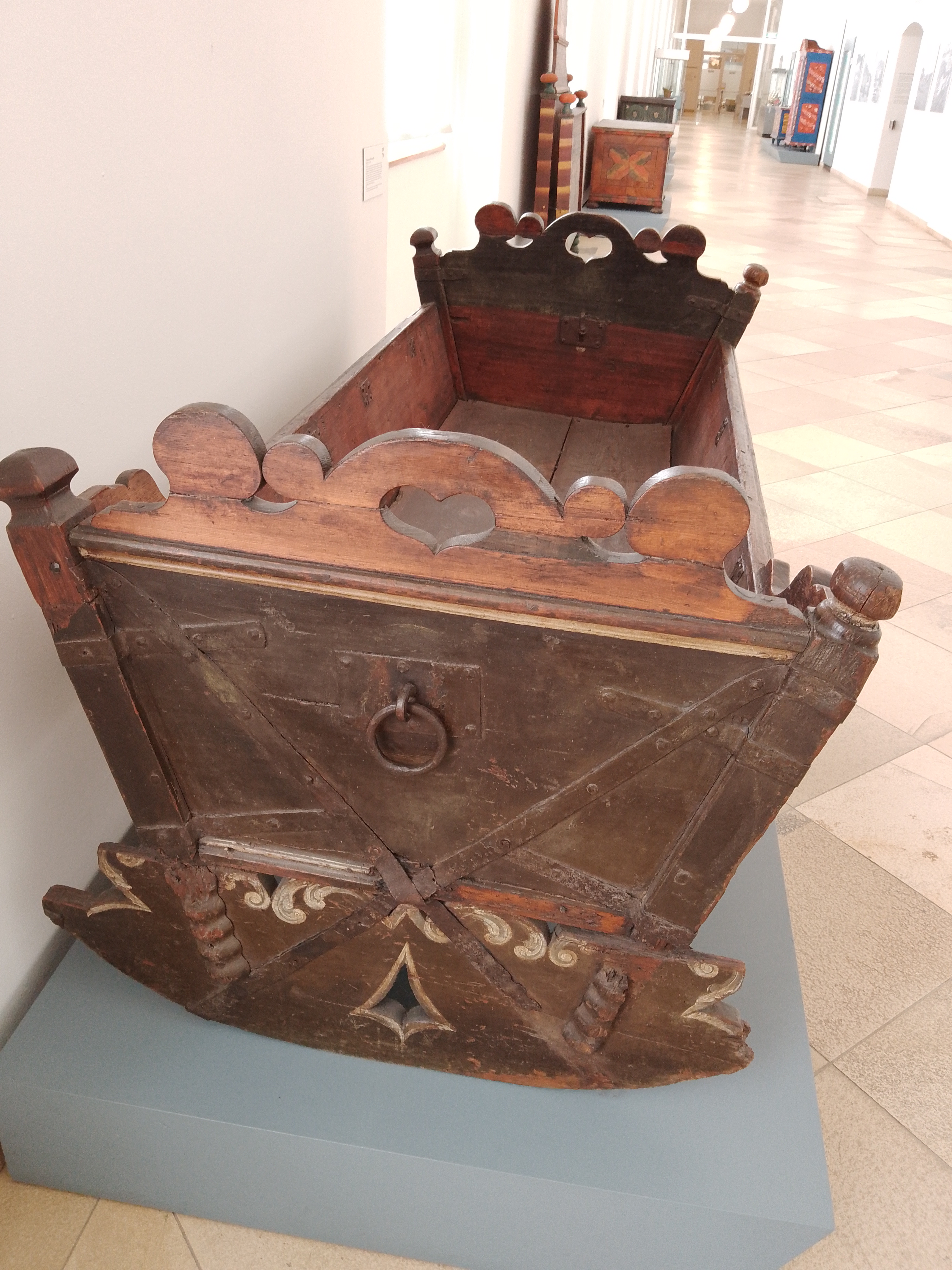
Marchtrenker Wiege, Kopfseite

Die Wiege ist aus Holz und mit Eisenbändern beschlagen. Die Wände der Kopf- und Fußseite sind geschnitzt. An den Längsseiten gibt es je vier eiserne Ringe, wohl zum Festschnallen der Delinquenten. Das Möbelstück ist 178 cm lang, 81 cm hoch und 75 cm breit. Die Wiege hat barocke Formen. An der Fußseite ist die Datierung 17 J. K. 02 angebracht. Dabei steht J. K. für Johann Kötzinger. An den Längsseiten gibt es Malereien mit Inschriften in Versform. Auf einer Seite ist ein als Wickelkind dargestellter, jedoch bärtiger alter Mann abgebildet. Gegenüber ist die gefatschte Ehefrau zu sehen. Vor ihren Füßen steht eine Breipfanne mit einem Löffel aus Bein.
Die gereimten Verse lauten beim Mann:
„..Ach wie gedts mir armen Mann,
Dissen spodt ich nit genug betauren kahn.
Daß ich Hier Lig gewindtlett ein,
Will doch darbey gedultig Sein.“
Bei der Frau:
„Seht ihr weiber und khombt Herbey,
Wass Disses fir ein spodt uns Sei,
Dass ich Da Lig gefatschet ein,
Das khoch (das Essen/der Brei) wirdt Mein erlambniss (Erlabnis = Labung) sein.“